# جبال آرباكل
جبال آرباكل هي سلسلة جبال قديمة في جنوب وسط أوكلاهوما في الولايات المتحدة.  تقع في مقاطعات موراي ، كارتر ، بونتوتوك ، وجونستون.  1  تعود صخور الجرانيت من آرباكل إلى العصر ما قبل الكمبري منذ حوالي 1.4 مليار سنة والتي تم تجاوزها بواسطة الريولايت خلال العصر الكمبري.  يصل النطاق إلى ارتفاع 1412 قدمًا فوق مستوى سطح البحر.  وفقًا للمسح الجيولوجي الأمريكي (USGS):يحتوي جبل آرباكل على أكثر المجموعات تنوعاً من حيث الموارد المعدنية في أوكلاهوما حيث تضم الحجر الجيري والدولوميت والرمل الزجاجي والجرانيت والرمل والحصى والصخر الزيتي والإسمنت وخام الحديد والرصاص والزنك ورمال القطران والنفط والغاز ؛  كل هذه المعادن يتم حاليا أو قد تم بالفعل إنتاجها تجاريا.  2)

## التاريخ
جبال آرباكل هي أقدم التكوينات المعروفة في الولايات المتحدة بين جبال الآبالاش وجبال روكي.  تحتوي على نواة من الجرانيت والنيس التي يعود تاريخها إلى 1.4 مليار سنة على الأقل.  يتم تغطية النواة بطبقة 1500 قدم (460 م) من ريولايت العصر الكمبري الذي يبلغ عمره حوالي 525 مليون سنة.  على قمة الريولايت حوالي 15000 قدم (4600 م) من الحجر الجيري المطوي والخطأ والدولوميت والحجر الرملي والصخر المودع في البحار الضحلة من أواخر العصر الكمبري حتى وقت بنسلفانيا (515 - 290 مليون سنة).   2]
تم تسميتهم بشكل غير مباشر على اسم الجنرال ماثيو آرباكل (1778-1851) ، وهو جندي محترف من فرجينيا كان نشطًا في الإقليم الهندي طوال الثلاثين عامًا الأخيرة من حياته.  قبل وفاته بوقت قصير في فورت سميث ، أركنساس ، من الكوليرا ، أنشأت عدة مفارز من القوات تحت قيادته موقعًا استراتيجيًا لحماية طريق كاليفورنيا ، في وايلدهورس كريك في مقاطعة جارفين الحالية ، أوكلاهوما.  ثم تم تسمية المنصب فورت آرباكل تكريما له.  على الرغم من أنه تم التخلي عن المنشور في عام 1870 ، فقد تم نقل الاسم بالفعل في الاستخدام الشائع إلى التلال القريبة.
تم تسميتهم بشكل غير مباشر للجنرال ماثيو آرباكل (1778-1851) ، وهو جندي محترف من فرجينيا كان نشطًا في الإقليم الهندي طوال الثلاثين عامًا الأخيرة من حياته.  قبل وفاته بوقت قصير في فورت سميث ، أركنساس ، من الكوليرا ، أنشأت عدة مفارز من القوات تحت قيادته موقعًا استراتيجيًا لحماية طريق كاليفورنيا ، في وايلدهورس كريك في مقاطعة جارفين الحالية ، أوكلاهوما.  ثم تم تسمية المنصب فورت آرباكل تكريما له.  على الرغم من أنه تم التخلي عن المنشور في عام 1870 ، فقد تم نقل الاسم بالفعل في الاستخدام الشائع إلى التلال القريبة. تم تسميتهم بشكل غير مباشر للجنرال ماثيو آرباكل (1778-1851) ، وهو جندي محترف من فرجينيا كان نشطًا في الإقليم الهندي طوال الثلاثين عامًا الأخيرة من حياته.  قبل وفاته بوقت قصير في فورت سميث ، أركنساس ، من الكوليرا ، أنشأت عدة مفارز من القوات تحت قيادته موقعًا استراتيجيًا لحماية طريق كاليفورنيا ، في وايلدهورس كريك في مقاطعة جارفين الحالية ، أوكلاهوما.  ثم تم تسمية المنصب فورت آرباكل تكريما له.  على الرغم من أنه تم التخلي عن المنشور في عام 1870 ، فقد تم نقل الاسم بالفعل في الاستخدام الشائع إلى التلال القريبة. تم تسميتهم بشكل غير مباشر للجنرال ماثيو آرباكل (1778-1851) ، وهو جندي محترف من فرجينيا كان نشطًا في الإقليم الهندي طوال الثلاثين عامًا الأخيرة من حياته.  قبل وفاته بوقت قصير في فورت سميث ، أركنساس ، من الكوليرا ، أنشأت عدة مفارز من القوات تحت قيادته موقعًا استراتيجيًا لحماية طريق كاليفورنيا ، في وايلدهورس كريك في مقاطعة جارفين الحالية ، أوكلاهوما.  ثم تم تسمية المنصب فورت آرباكل تكريما له.  على الرغم من أنه تم التخلي عن المنشور في عام 1870 ، فقد تم نقل الاسم بالفعل في الاستخدام الشائع إلى التلال القريبة. تلال

## جيولوجيا
من الناحية الجيولوجية ، فإن آرباكلز عبارة عن هيكل ممدود مضاد للخط مع اتجاه أو ضربة من الشمال الغربي.  يتألف لب الهيكل من صخور بروتيروزويك صخرية ومقتحمة ، وصخور السرخس كولبير ريولايت وجرانيت تيشومينغو (عمرها مؤرخ في 1374 ما) ، 3  والتي يتم تجاوزها وإحاطة بالحجر الجيري القديم والحجر الرملي التي تنحدر بشكل حاد للغاية بالقرب من العمودي في  اتجاه.  تم ترسيخ Pennsylvanian إلى التكتلات البرمية بعد رفع التواء العضلي وتشويه الطبقات القديمة.
الهيكل الغربي للاتجاه Arbuckles وجبال ويتشيتا المتوازية هو في الزاوية اليمنى تقريبًا للاتجاه التكتوني الإقليمي للهيكل الأوسط من العصر الحجري القديم من Ouachitas جنوبًا إلى Marathon Uplift.  يُعتقد أن Arbuckles قد نشأ على طول صدع فاشل أو أولاكوجين في قبو ما قبل الكمبري الذي تم رفعه وطيه خلال Ouachita Orogeny.

### الهيدرولوجيا وميزات الكارست
تحت جبال آرباكل توجد طبقة المياه الجوفية آرباكل-سيمبسون ، التي تحتوي على المياه العذبة التي تنبثق عند الينابيع لتوفير التدفقات الأساسية للنهر الأزرق وهاني كريك ، والتي تتدفق فوق شلالات تورنر جنوب ديفيس.  
نتيجة تضاريس كارست ، نادرًا ما توجد المياه الراكدة فوق جبال آرباكل ، وتتسرب المياه من خلال الكسور وطائرات الفصل في حجر الأساس من الحجر الجيري ، وتذويب الصخور لإنتاج شبكة من الكهوف وقنوات المحلول في جميع أنحاء تكوينات الحجر الجيري.  تدرس منظمات مثل دراسة ملامح كارست من جبال آرباكل للحفاظ على النظم البيئية البيولوجية وموارد المياه الجوفية. التابعة للجمعية الوطنية للكهوف بنشاط ميزات كارتز لجبال آرباكل للحفاظ على النظم البيئية البيولوجية وموارد المياه الجوفية.  تحتفظ المنظمات حاليًا بقواعد بيانات لأكثر من 1000 كهف وينابيع في جبال آرباكل ، (4)  وقد تآكلت آرباكلز تدريجيًا إلى ارتفاعاتها الحالية التي تبلغ 300-500 قدم فوق التضاريس المحيطة أو 1300-1400 قدم فوق مستوى سطح البحر.

## الموقع والسياحة
النطاق حوالي 35 ميلاً (56 كم) من الشرق إلى الغرب و 10-15 ميل من الشمال إلى الجنوب.  يقع الجزء الرئيسي من النطاق في شمال مقاطعة كارتر ومقاطعة موراي الجنوبية ، على بعد حوالي 15 ميلاً (24 كم) شمال أردمور و 5 أميال (8.0 كم) جنوب ديفيس ، أوكلاهوما على الطريق السريع 35. الجانب الشرقي من التلال هو  حوالي 5 أميال (8.0 كم) جنوب الكبريت على طريق الولايات المتحدة السريع 177.
تشمل مناطق الترفيه الشهيرة في جبال آرباكل متنزه تورنر فولز ومنطقة تشيكاسو الوطنية الترفيهية وبحيرة آرباكلز.  تقع شلالات تورنر على بعد 5 أميال (8.0 كم) جنوب ديفيس ، في حين تقع Chickasaw NRA في مدينة الكبريت.
تضم المنطقة أيضًا العديد من مخيمات اللاجئين ، بما في ذلك الحرم الجامعي لجمعية الشبان المسيحية وجمعية فولز كريك المعمدانية في أوكلاهوما ، والتي تستضيف 55000 مخيم للاجئين كل صيف

## روابط خارجية
- جبال آرباكل - لقطات فيديو للمنطقة وقائمة بالأنشطة والموارد المحلية.
- موسوعة أوكلاهوما للتاريخ والثقافة - جبال آرباكل
- خرائط أوكلاهوما الرقمية: مجموعات رقمية من أوكلاهوما والأراضي الهندية